# Chiesa della Natività di Maria (Porcari)
La chiesa della Natività di Maria Santissima è un edificio sacro che si trova in località Rughi a Porcari, in Toscana.

## Storia e descrizione
La chiesa, sorta con funzioni ospedaliere, ha origini medievali ma è stata nel corso dei secoli consistentemente modificata. Questo luogo si trova menzionato già in documenti anteriori al Mille. Da secoli infatti vi era una chiesa e una comunità religiosa, che soltanto nel 1945 è stata eretta in parrocchia. La chiesa parrocchiale ha preso la forma attuale nel 1933, quando furono eseguiti i lavori di ristrutturazione e fu rialzata la navata centrale ed in minor misura le navate laterali. Non vi sono più tracce del duecentesco ospedaletto di S. Maria, probabilmente ricavato nei locali della chiesa, la quale non conserva segni della sua conformazione medievale.
Il medievale Hospitale di S.Maria a Rughi venne eretto dunque come ricovero e ristoro per i pellegrini che percorrevano l'antico percorso che portava a Roma. La struttura sembra fosse sotto il privilegio del Priore e dei Canonici regolari di San Frediano di Lucca, riconosciuto da Papa Alessandro II nel 1160. Nel 1260, inoltre, esistevano, fra porta S. Frediano e porta S. Maria a Lucca, diversi ospizi, tra cui quello della canonica di San Frediano e quello dell'Hospitale del Ruchi, il quale era una dipendenza della casa madre che si trovava appunto a Rughi. Nel 1436 con atto rogato dal notaio Ser Benedetto Franciotti, un fabbro lucchese di nome Bartolo prese a livello (a locazione) 40 coltre di terra impegnandosi a riedificare e a rifare dai fondamenti la chiesa di Santa Maria di Rughi. Fu così che comunque gli abitanti non avessero ancora nel 1576 la messa tutti i giorni festivi.
All'interno, all'altare maggiore è collocata una tavola con la Madonna e il Bambino tra San Girolamo e un martire di ambiente lucchese degli inizi del Cinquecento. Fatto ha voluto che intorno al 1960 in seguito alla caduta di una tela nella chiesa, si staccasse, palesando al suo interno una pala lignea di metri 1,62 per 1,22 costituita da tre tavole di pioppo connesse con incastri a coda di rondine, raffigurante il dipinto attualmente visibile. Con tutta probabilità il dipinto era stato commissionato dagli eredi di Bartolo e poi celato per motivi di sicurezza. Il dipinto fu attribuito da alcuni ad Antonio di Francesco Corsi, altri lo attribuirono al Maestro del Tondo Lathrop, negli ultimi anni è stato considerato materia di Ranieri di Leonardo attivo tra il 1502 ed il 1521.